# Xeira
Xeira és una organització política juvenil de Galícia, de ideologia comunista i independentista gallega. Va ser fundada en desembre de 2013 per ocupar l'espai polític que va deixar vacant el grup Adiante (Mocidade Revolucionaria Galega). Xeira és l'organització juvenil del Frente Popular Galega, una de les entitats que participen en la coalició Anova-Irmandade Nacionalista.